# Daddala microdesma
Daddala microdesma là một loài bướm đêm trong họ Erebidae.